# Microlomaptera nisbeti
Microlomaptera nisbeti är en skalbaggsart som beskrevs av Heller 1897. Microlomaptera nisbeti ingår i släktet Microlomaptera och familjen Cetoniidae. Inga underarter finns listade i Catalogue of Life.